# Цуканов, Георгий Эммануилович
Гео́ргий Эммануи́лович Цука́нов (3 марта 1919, Киев — 2001, Москва) — советский политический деятель, помощник Л. И. Брежнева в 1958—1982 годах.

## Биография
C 1937 года больше 20 лет отработал на предприятиях чёрной металлургии Днепропетровской и Челябинской областей.
Окончил Днепродзержинский металлургический институт в 1941 году. Стал главным инженером металлургического завода имени Дзержинского в Днепропетровске (194? год). Кандидат технических наук (19?? год).
Принят в ВКП(б) в 1941 году.
В аппарате ЦК КПСС — в 1958—1960 годах.
В аппарате Президиума Верховного Совета СССР — в 1960—1963 годах.
В 1963—1964 годах помощник секретаря ЦК КПСС.
В 1964—1966 годах помощник первого секретаря ЦК КПСС Брежнева,
В 1966—1983 годах помощник генерального секретаря ЦК КПСС (Брежнева, затем некоторое время — Андропова).
Член ЦРК КПСС в 1966—1971 годах (сменил — А. М. Александров-Агентов).
Член ЦК КПСС в 1971—1986 годах.
В 1983—1985 годах — первый заместитель заведующего Отделом ЦК КПСС по работе с заграничными кадрами. В первую очередь занимался вопросами экономики и промышленности.
По воспоминаниям очевидцев, со стороны казался тихим и незаметным, хотя на самом деле имел большую власть и влияние на Брежнева, общаясь с ним каждодневно.
Депутат Верховного Совета СССР с 7-го по 11-й созывы.
В 1985 году вышел на пенсию.
Скончался в 2001 году, похоронен на Новодевичьем кладбище.
В Днепродзержинске находится музей, посвященный Цуканову Г. Э.

## Награды
- Три ордена Ленина,
- Орден Октябрьской Революции
- Два ордена Трудового Красного Знамени,
- Орден «Знак Почёта»
- Медали
- Государственная премия СССР
- Государственная премия Украинской ССР,
- Звание «Заслуженный металлург УССР.»

## Семья
Супруга Цуканова Евгения Ивановна (1918—2004).
Дочь Цуканова Лидия Георгиевна (1940—2016). Жила и работала в Москве. Имела дочь и двух внучек.
Сын Михаил (1945—1972). Работал в посольстве СССР в Австралии. Погиб 5 августа 1972 года в автокатастрофе в г. Канберре (Австралия). Отмечен на «Доске памяти» советских дипломатов, сотрудников МИД СССР, погибших при исполнении служебных обязанностей, находящейся в центральном здании МИД России.

## Образ Г. Э. Цуканова в кино
Борис Соколов воплотил образ Г. Э. Цуканова в телесериале «Брежнев» (2005).